# 荘川インターチェンジ
荘川インターチェンジ（しょうかわインターチェンジ）は、岐阜県高山市荘川町猿丸にある東海北陸自動車道のインターチェンジである。

## 歴史
- 1999年（平成11年）11月27日 - 東海北陸自動車道の白鳥IC - 当IC間の開通に伴い[3][4]、供用開始[1]。開通時は暫定2車線での供用[4][5][6][7]。
- 2000年（平成12年）10月7日 - 当IC - 飛驒清見IC間が開通（暫定2車線）[8][4]。
- 2018年（平成30年）12月8日 - 当ICを含むひるがの高原SA/スマートIC - 飛驒清見IC間が4車線化[4][5][6][7]。

## 道路
- E41 東海北陸自動車道（12番）

## 料金所
- ブース数 : 4

### 入口
- ブース数 : 2
  - ETC専用 : 1
  - ETC/一般 : 1

### 出口
- ブース数 : 2
  - ETC専用 : 1
  - ETC/一般 : 1

## 接続する道路
- 国道158号[1]

## 周辺
- 荘川の里
- 荘川桜
- 道の駅桜の郷 荘川
- 平瀬温泉
- 道の駅飛騨白山
- 御母衣ダム・MIBOROダムサイドパーク

## 隣
E41 東海北陸自動車道
(11)高鷲IC - 鷲見橋 - (11-1)ひるがの高原SA/スマートIC - (12)荘川IC - 軽岡トンネル - 松ノ木峠PA - (13)飛驒清見IC